# BWF Grand Prix 2008
Der BWF Grand Prix 2008 war die zweite Saison des BWF Grand Prix im Badminton. Es wurden dabei 14 Turniere ausgetragen. Die Serie startete mit den German Open und endete mit den Vietnam Open.

## Die Sieger
| Veranstaltung           | Herreneinzel            | Dameneinzel            | Herrendoppel                       | Damendoppel                                | Mixed                                       |
| ----------------------- | ----------------------- | ---------------------- | ---------------------------------- | ------------------------------------------ | ------------------------------------------- |
| India Open              | Boonsak Ponsana         | Zhou Mi                | Guo Zhendong Xie Zhongbo           | Chien Yu-chin Cheng Wen-hsing              | He Hanbin Yu Yang                           |
| Europameisterschaft     | Kenneth Jonassen        | Xu Huaiwen             | Lars Paaske Jonas Rasmussen        | Kamilla Rytter Juhl Lena Frier Kristiansen | Anthony Clark Donna Kellogg                 |
| Thailand Open           | Lin Dan                 | Xie Xingfang           | Cai Yun Fu Haifeng                 | Yang Wei Zhang Jiewen                      | Xie Zhongbo Zhang Yawen                     |
| Chinese Taipei Open     | Simon Santoso           | Saina Nehwal           | Mathias Boe Carsten Mogensen       | Chien Yu-chin Cheng Wen-hsing              | Devin Lahardi Fitriawan Lita Nurlita        |
| Macau Open              | Taufik Hidayat          | Zhou Mi                | Koo Kien Keat Tan Boon Heong       | Cheng Shu Zhao Yunlei                      | Xu Chen Zhao Yunlei                         |
| Dutch Open              | Andre Kurniawan Tedjono | Yao Jie                | Fran Kurniawan Rendra Wijaya       | Lena Frier Kristiansen Kamilla Rytter Juhl | Joachim Fischer Nielsen Christinna Pedersen |
| German Open             | Lee Hyun-il             | Jun Jae-youn           | Lee Jae-jin Hwang Ji-man           | Lee Kyung-won Lee Hyo-jung                 | Lee Yong-dae Lee Hyo-jung                   |
| US Open                 | Andrew Dabeka           | Lili Zhou              | Howard Bach Khankham Malaythong    | Chang Li-yng Hung Shih-chieh               | Halim Haryanto Grace Peng Yun               |
| Bitburger Open          | Chetan Anand            | Maria Febe Kusumastuti | Mathias Boe Carsten Mogensen       | Helle Nielsen Marie Røpke                  | Valiyaveetil Diju Jwala Gutta               |
| Panamerikameisterschaft | David Snider            | Claudia Rivero         | Toby Ng William Milroy             | Cristina Aicardi Claudia Rivero            | William Milroy Fiona McKee                  |
| Bulgaria Open           | Joachim Persson         | Petya Nedelcheva       | Mathias Boe Carsten Mogensen       | Jwala Gutta Shruti Kurien                  | Valiyaveetil Diju Jwala Gutta               |
| Russian Open            | Dicky Palyama           | Ella Diehl             | Vitaliy Durkin Alexandr Nikolaenko | Valeria Sorokina Nina Vislova              | Alexandr Nikolaenko Valeria Sorokina        |
| New Zealand Open        | Lee Tsuen Seng          | Zhou Mi                | Chen Hung-ling Lin Yu-lang         | Chien Yu-chin Chou Chia-chi                | Chen Hung-ling Chou Chia-chi                |
| Vietnam Open            | Nguyễn Tiến Minh        | Zhang Beiwen           | Choong Tan Fook Lee Wan Wah        | Shendy Puspa Irawati Meiliana Jauhari      | Tontowi Ahmad Shendy Puspa Irawati          |